# Misato Nakamura
Misato Nakamura (jap. 中村美里 Nakamura Misato; ur. 28 kwietnia 1989 w Hachiōji) – japońska judoczka, dwukrotna brązowa medalistka olimpijska, dwukrotna mistrzyni i mistrzyni świata.
Największym sukcesem zawodniczki jest brązowy medal igrzysk olimpijskich w Pekinie i Rio de Janeiro oraz dwukrotne mistrzostwo świata w kategorii do 52 kg. Jest również brązową medalistką Igrzysk Azjatyckich 2006 w kategorii do 48 kg.